# 10015 Valenlebedev
A 10015 Valenlebedev (ideiglenes jelöléssel 1978 SA5) a Naprendszer kisbolygóövében található aszteroida. Ljudmila Ivanovna Csernih fedezte fel 1978. szeptember 27-én.